# Shishapangma
Shishapangma eller Xixabangma er verdens fjortendehøjeste bjerg på 8.013 moh. Det er dermed det laveste af verdens bjerge på over 8.000 meter.
Shishapangma ligger i det sydvestlige Tibet, få kilometer fra grænsen til Nepal. Bjerget blev besteget første gang den 2. maj 1964 af en kinesisk ekspedition.